# Rita Breuer (Islamwissenschaftlerin)
Rita Breuer (* 1963 als Rita Stratkötter) ist eine deutsche Islamwissenschaftlerin und Volkswirtin.
Sie veröffentlichte 1991 ihre an der Universität Freiburg angenommene islamwissenschaftliche Dissertationsschrift Von Kairo nach Mekka: Sozial- und Wirtschaftsgeschichte der Pilgerfahrt nach den Berichten des Ibrāhīm Rifʿat Bāšā: Mirʾāt al-Ḥaramain.
Sie hat einige weitere Bücher geschrieben und langjährige Entwicklungshilfetätigkeiten im islamischen Kulturraum geleistet.
Breuer ist Mitarbeiterin des Bundesamtes für Verfassungsschutz  und soll dort nach Aussage des Publizisten Hartmut Rübner (2014) als Referatsleiterin für Islamismus und islamistischen Terrorismus zuständig sein. Sie trat 2010 als Referentin bei einer Veranstaltung der Konrad-Adenauer-Stiftung auf. Auch in anderen Organisationen und Medien nahm sie als Expertin zu aktuellen Fragen der islamischen Welt Stellung. Sie ist Autorin der Zeitschrift Emma.

## Veröffentlichungen (Auswahl)
- als Rita Stratkötter: Von Kairo nach Mekka: Sozial- und Wirtschaftsgeschichte der Pilgerfahrt nach den Berichten des Ibrāhīm Rifʿat Bāšā: Mirʾāt al-Ḥaramain. Dissertation. Universität Freiburg i. Br. 1991. Schwarz, Berlin 1991, ISBN 3-922968-75-9 (Originalbericht von Ibrahim Rifaat: Mirāt al-haramain [mirror of the two sacred places, Mecca & Medina], 1925).
- als Übersetzerin: Jamal J. Elias: Islam. Übersetzt ins Deutsche von Rita Breuer. Herder, Freiburg 2000, ISBN 978-3451048241.
- Zwischen Ramadan und Reeperbahn: die schwierige Gratwanderung der muslimischen Minderheit. Herder, Freiburg im Breisgau/Basel/Wien 2006, ISBN 978-3-451-05783-0.
- Familienleben im Islam: Traditionen, Konflikte, Vorurteile. Herder, Freiburg im Breisgau/Basel/Wien, Neuauflage ebenda 2008, ISBN 978-3-451-05958-2.
- Wird Deutschland islamisch? Mission, Konversion, Religionsfreiheit. Schiler, Berlin/Tübingen 2011, ISBN 978-3-89930-325-4.
- Im Namen Allahs? Christenverfolgung im Islam. Herder, Freiburg im Breisgau/Basel/Wien 2015, ISBN 978-3-451-06783-9.
- Liebe, Schuld & Scham: Sexualität im Islam. Herder, Freiburg im Breisgau/Basel/Wien 2016, ISBN 978-3-451-35148-8.
- Jüdisches und Antijüdisches im Islam. Schiler & Mücke, Berlin/Tübingen 2021, ISBN 978-3-89930-441-1.